# Gendarmenmarkt
Gendarmenmarkt (Mercat dels Gendarmes) és una plaça situada al centre de Berlín. L'edifici central de la plaça és el Konzerthaus, en el costat nord (dreta a la foto) està la Französischer Dom (catedral francesa) i en el costat sud la Deutscher Dom (catedral alemanya).

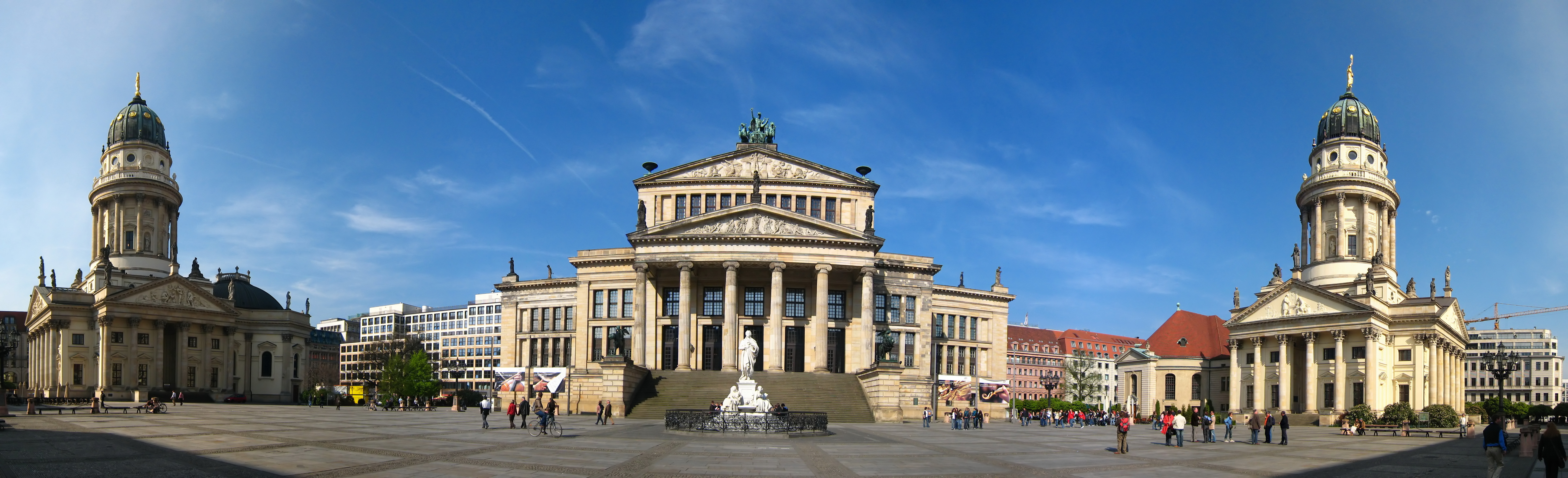
Vista panoràmica de Gendarmenmarkt. Al centre, l'edifici del Konzerthaus; a la part dreta la Französischer Dom; i a l'esquerra la Deutscher Dom.

## Història
La plaça va ser creada a partir de 1688 segons els plans de Johann Arnold Nering com a part de Friedrichstadt, planejat per Frederic I de Prússia com un dels barris per expandir Berlín cap a l'oest. En aquest suburbi es van assentar gran part dels immigrants hugonots francesos, als quals el "Gran Elector", Frederic Guillem I de Brandenburg, els havia concedit drets ciutadans i la protecció de la seua llibertat religiosa per mitjà de l'edicte de Potsdam el 1685. Frederic I de Prússia li va concedir, tant a la comunitat luterana com a la comunitat reformada francesa, un lloc per construir les seues respectives esglésies. Per a l'any 1701 ja existien tots dos edificis, però sense les torres, que van ser construïdes posteriorment.
La plaça va començar a adoptar la seua forma actual entre els anys 1780 i 1785 sota el regnat de Frederic II, quan es van construir les torres amb cúpules bessones segons plans de Carl von Gontard, que va seguir com a model la Piazza del Popolo a Roma.

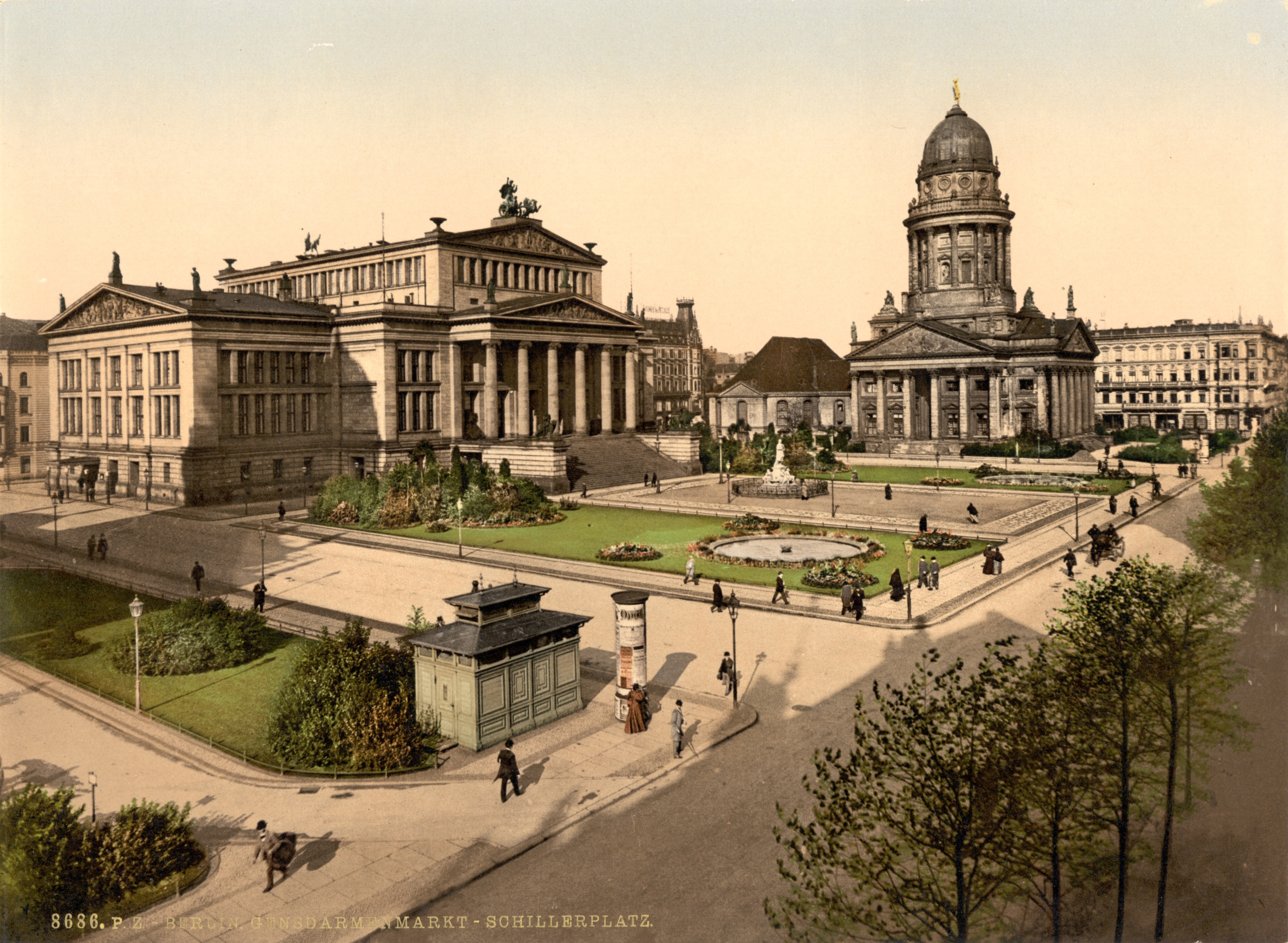
Gravat de Gendarmenmarkt al voltant de l'any 1900

Originalment planejada com un mercat, la plaça va ser anomenada al segle xvii amb el nom de Limiten-Markt. En el segle xviii va tenir els noms de Mittelmark i després Neuer Markt. El seu nom actual l'adoptà en 1799 en memòria del regiment de cuirassers Gens d'Armes, les cavallerisses dels quals estaven en aquest lloc fins a 1773. En aqueix any Frederic II va ordenar desmantellar les cavallerisses i reconstruir la plaça segons plans de Georg Christian Unger. Entre ambdues esglésies es va construir un xicotet teatre francés, que va ser substituït en 1802 per un Teatre Nacional amb 2.000 places, dissenyat per l'arquitecte Carl Gotthard Langhans. Aquest teatre es va cremar completament en 1817, la qual cosa va donar lloc a la construcció de l'actual Konzerthaus per Friedrich Schinkel, acabat en 1821 i que fins al dia d'avui és el punt central de la plaça.
El Monument a Schiller enfront del Konzerthaus va ser una comissió realitzada per l'escultor Reinhold Begas. La primera pedra fou col·locada el 10 de novembre de 1859 en commemoració del centenari del naixement del poeta, i l'estàtua va ser inaugurada dotze anys després. Entre 1871 i 1936 aquesta part del Gendarmenmarkt va ser coneguda com a Schillerplatz (Plaça Schiller). En 1936 es van llevar els jardins i es van posar les pises que existeixen fins al dia d'avui.
En la Segona Guerra Mundial Gendarmenmarkt va patir forts danys, però va ser reconstruïda amb el pas del temps. Durant el règim de la RDA el nom oficial de la plaça era Platz der Akademie (Plaça de l'Acadèmia). El 2 d'octubre de 1990 Gendarmenmark va ser escenari de l'últim acte públic de la RDA, quan Kurt Masur va conduir la Novena Simfonia de Beethoven davant l'últim Cap de Govern de la RDA, Lothar de Maizière. Després de la reunificació d'Alemanya la plaça va recuperar el seu nom històric, Gendarmenmarkt.